# Асано Нагамаса
Асано Нагамаса (яп. 浅野 長政; 1546—29 мая 1611) — японский государственный деятель эпохи Сэнгоку Дзидай.

## Биография
Асано Нагамаса был одним из главных советников Тоётоми Хидэёси, который де-факто являлся правителем Японии в конце XVI века. Сражался в ряде его кампаний (кампания против клана Мори, Имдинская война). Он также сражался против клана Ходзё и захватил замки Ивацуки и Эдо.Асано как и его отец служил лучником у Нобунаги. Однако вскоре по приказу своего хозяина он был переведён под команду Хидэёси и в 1573 году получил от него годовую плату в размере 120 коку риса. В 1582 году Нагамаса был назначен владельцем замка Сакамото в провинции Оми, а в 1587 году — владельцем замка Обама в провинции Вакаса. В 1593 году, благодаря своим подвигам и семейным связям, Асано получил от Хидэёси удел в 220 тысяч коку с центром в замке Футю провинции Каи. Также в 1598 году Асано был отправлен в Корею с Исидой Мицунари, чтобы организовать вывод войск. Генералы заверили Асано, что война идет хорошо и что они находятся на грани победы. Однако Исида не согласился и поддержал вывод войск из Кореи. В 1598 году, перед смертью сюзерена, Нагамаса был включён в Совет пяти надзирателей, органа главных администраторов рода Тоётоми, а в 1600 году принял участие в битве при Сэкигахара на стороне восточной коалиции под командованием Токугавы Иэясу.
На смену Нагамасе пришёл его сын Асано Ёсинага.